# 温哥华影评人协会
温哥华影评人协会（英語：Vancouver Film Critics Circle）是2002年由大卫·斯潘那和伊恩·卡德尔共同建立的影评人协会，其目的是为了促进加拿大电影和不列颠哥伦比亚电影行业的发展，总部位于加拿大温哥华。

## 奖项

### 国际性奖项
- 最佳影片
- 最佳導演
- 最佳剧本
- 最佳男主角
- 最佳女主角
- 最佳男配角
- 最佳女配角
- 最佳纪录片

### 国内奖项
- 最佳加拿大影片
- 最佳加拿大纪录片
- 最佳不列颠哥伦比亚影片
- 加拿大影片最佳导演
- 加拿大影片最佳男主角
- 加拿大影片最佳女主角
- 加拿大影片最佳男配角
- 加拿大影片最佳女配角